# Чачвина
Чачвина је насељено место у саставу града Триља, Сплитско-далматинска жупанија, Република Хрватска.

## Историја
До територијалне реорганизације у Хрватској налазила се у саставу старе општине Сињ.

## Становништво
На попису становништва 2011. године, Чачвина је имала 93 становника.
| Број становника по пописима | Број становника по пописима | Број становника по пописима | Број становника по пописима | Број становника по пописима | Број становника по пописима | Број становника по пописима | Број становника по пописима | Број становника по пописима | Број становника по пописима | Број становника по пописима | Број становника по пописима | Број становника по пописима | Број становника по пописима | Број становника по пописима | Број становника по пописима |
| --------------------------- | --------------------------- | --------------------------- | --------------------------- | --------------------------- | --------------------------- | --------------------------- | --------------------------- | --------------------------- | --------------------------- | --------------------------- | --------------------------- | --------------------------- | --------------------------- | --------------------------- | --------------------------- |
| 1857                        | 1869                        | 1880                        | 1890                        | 1900                        | 1910                        | 1921                        | 1931                        | 1948                        | 1953                        | 1961                        | 1971                        | 1981                        | 1991                        | 2001                        | 2011                        |
| 124                         | 0                           | 247                         | 267                         | 326                         | 302                         | 0                           | 140                         | 279                         | 298                         | 291                         | 288                         | 260                         | 155                         | 98                          | 93                          |

Напомена: У 1869. и 1921. подаци су садржани у насељу Врпоље, као и део података у 1880. и 1931.

### Попис1991.
На попису становништва 1991. године, насељено место Чачвина је имало 155 становника, следећег националног састава:
| Попис 1991.‍  | Попис 1991.‍  | Попис 1991.‍ | Попис 1991.‍ | Попис 1991.‍ |
| ------------ | ------------ | ----------- | ----------- | ----------- |
|              |              |             |             |             |
| Хрвати       | Хрвати       |             | 153         | 98,70%      |
| регион. опр. | регион. опр. |             | 1           | 0,64%       |
| непознато    | непознато    |             | 1           | 0,64%       |
| укупно: 155  |              |             |             |             |